# Marià Massalleras Sans
Marià Massalleras Sans (Portbou, (Alt Empordà), 28 de desembre, 1897 – Sant Adrià del Besòs, (Barcelonès), 8 de juliol, 1953) fou un compositor de sardanes alt-empordanès.
Als anys 30 va dirigir l'orquestra portbouenca The Merriz Jazz.
Va escriure les sardanes: 
- La font del pedregar,
- Cap a festa major,
- Festívola (1949),
- Repunteig de jovenalla,
- Dansaires adrianencs (1950),
- 24 de juny,
- Bell record de festa,
- Noces d'argent sacerdotals (1953).[4]

Per a cor i cobla va escriure Les campanes del meu poble i Tramuntanada.